# Half-Life: Source
Half-Life: Source is een remake van het originele FPS-computerspel Half-Life, ontwikkeld door Valve Corporation en uitgebracht op 1 juni 2004. Net als in het originele computerspel Half-Life speelt men als Dr. Gordon Freeman, een theoretische natuurkundige.

## Verhaal
Het verhaal van Half-Life: Source is geheel identiek aan zijn voorganger.

## Platforms
- Linux (25 september 2013)
- OS X (25 september 2013)
- Windows (1 juni 2004)